# Andrija II. Corner
Andrija (II.) Corner (Corneli, Cornelio, Cornelius) (Venecija, 1472. – Rim, 1563.), talijanski svećenik i splitski nadbiskup i metropolit (1514. – 1536./63.).
Izabran je za splitskog nadbiskupa na Petom lateranskom koncilu 1514. godine, ali godinama nije preuzeo svoju nadbiskupiju, kojom su, u njegovo ime, upravljali kanonik Marko Nadalić stariji i generalni vikar Mrko Nadalić mlađi. Zbog turske opasnosti boravio je u Rimu, a u Splitu je boravio, s prekidima, 1527. – 1543. godine. Godine 1535. donio je konstitucije o pitanjima liturgije, crkvene stege i čuvanja crkvene imovine, a prije odlaska na Tridentski sabor u Rimu je 1543. godine dao ovjeroviti prijepis poznate reambulacije dobara Splitske nadbiskupije. U međuvremenu je, 1536. godine, osigurao naslov izabranog splitskog nadbiskupa svom sinovcu Marku Corneru. Na sabor u Tridentu došao je tek 1547. godine, a u Split se više nije vratio, već je ostatak života proveo u Rimu.

## Zanimljivosti
U Splitu tada pod vlašću Venecije 1535. zabranio je svećenicima igrati šah. Šah se spominje kao "nepoštena igra".